# カコ
『カコ』は、原田知世初のカバー・ミニアルバム。1994年2月18日にFOR LIFEよりリリースされた。

## 概要
帯コピー：アンティミストなヴォーカルで贈る入魂の選曲カヴァーアルバム。60年から70年にかけての世界の佳曲をいまここに再現。
『GARDEN』に続くムーンライダーズの鈴木慶一によるプロデュース作品3部作の第2作。フランスやイギリスのポップスのカヴァー全7曲が収録されており、あえて日本語詞は付けずに原曲の歌詞のまま歌っている。1987年7月にシングルとしてリリースされた「彼と彼女のソネット」のフランス語ヴァージョンである「T'EN VA PAS」は、同年7月にシングルカットされ、フジテレビ系列の深夜番組『文學ト云フ事』のエンディングテーマとして使用された。

## 背景
『カコ』というタイトルは、ある日原田が新幹線に乗っている時に読んでいた雑誌に、写真家の植田正治が鳥取砂丘で少女を撮った「カコ」と題された写真があり、これに一瞬で魅かれたことから付けられたもの。本作のコンセプトが1960年代の音楽を中心とした洋楽のカバーアルバムであることから「過去」というテーマとも合っており、「あるキーワードからアルバム作りを始めてみようかと思った」と語っている。因みに本作のジャケットに映っている少女は、植田正治の愛娘のカコである。

## 批評
音楽情報サイトCDジャーナルのレビューでは、「鈴木慶一氏入魂のプロデュースによる ”ともよ3部作” の第2弾。一口で言うと生楽器を中心にした60年代の隠れた(?)名曲カヴァーだが、随所にエグいアイデアが。凡百の ”アンプラグド” ものとは全然別モノ。」と紹介されている。

## 収録曲

### CD
| #         | タイトル                 | 作詞                           | 作曲               | 編曲      | 時間  |
| --------- | ------------------------ | ------------------------------ | ------------------ | --------- | ----- |
| 1.        | 「THE END OF THE WORLD」 | Sylvia Dee                     | Arthur Kent        | 鈴木慶一  | 4:20  |
| 2.        | 「UN BUCO NELLA SABBIA」 | A. Testa                       | P. Soffici         |           | 4:20  |
| 3.        | 「THE LITTLE BIRD」      | John D. Loudermilk             | John D. Loudermilk | 鈴木慶一  | 5:33  |
| 4.        | 「WINCHESTER CATHEDRAL」 | Geoff Stephens                 | Geoff Stephens     | 徳武弘文  | 4:28  |
| 5.        | 「BOTH SIDES NOW」       | Joni Mitchell                  | Joni Mitchell      | 鈴木慶一  | 4:03  |
| 6.        | 「ELECTRIC MOON」        | Leitch Donovan                 | Leitch Donovan     | 鈴木慶一  | 4:22  |
| 7.        | 「T'EN VA PAS」          | Regis Wargnier, Cathrine Cohen | Romano Musumarra   | 鈴木慶一  | 3:08  |
| 合計時間: | 合計時間:                | 合計時間:                      | 合計時間:          | 合計時間: | 30:14 |

## 原曲
| 曲名                 | アーティスト                   | 収録アルバム                                 |
| -------------------- | ------------------------------ | -------------------------------------------- |
| THE END OF THE WORLD | スキータ・デイヴィス           | 『Skeeter Davis Sings The End of The World』 |
| UN BUCO NELLA SABBIA | ミーナ・マッツィーニ           | 『Studio Uno』                               |
| THE LITTLE BIRD      | マリアンヌ・フェイスフル       | 『This Little Bird』                         |
| WINCHESTER CATHEDRAL | ニュー・ヴォードヴィル・バンド | 『ウィンチェスターの鐘』                     |
| BOTH SIDE NOW        | ジョニ・ミッチェル             | 『青春の光と影』                             |
| ELECTRIC MOON        | クロディーヌ・ロンジェ         | 『We've Only Just Begun』                    |
| T'EN VA PAS          | エルザ・ランギーニ             | 『哀しみのアダージョ〜ベスト・オブ・エルザ』 |

## 参考資料
- デビュー40周年！原田知世の魅力を引き出したプロデューサー鈴木慶一の仕事 – Re:minder
- DJ tama's MUSIC WORLD